# Solang in uns ein Feuer brennt
Solang in uns ein Feuer brennt – czterdziesta płyta niemieckiego zespołu Die Flippers. Album wydany w roku 2004.

## Lista utworów
1. Wetten dass... – 3:00
2. Rosen für die Senorita – 3:05
3. Träume im Sommerwind – 3:06
4. Marie Luis – 3:15
5. Mädchen nur mit Brille – 3:27
6. Wenn wir beide tanzen gehen – 3:02
7. Arrivederci Marleen – 3:03
8. Die Welt kann so romantisch sein – 3:20
9. Dreimal darfst du raten – 2:54
10. Zwei Herzen im Sommer – 3:05
11. Seit du nicht mehr da bist – 3:05
12. Vorbei und nie vergessen – 3:38
13. Ich lieb dich noch immer – 3:15
14. Mach das noch einmal – 3:18
15. Solang in uns ein Feuer brennt – 3:49